# Закон об отношениях с Тайванем
«Закон об отношениях с Тайванем» (англ. Taiwan Relations Act) — государственный акт США, установленный в целях поддержки Тайваня (Китайской Республики). Закон был принят 10 апреля 1979 года Конгрессом США. В части провозглашения обязательств США по вопросам безопасности Тайваня он стал заменой действовавшего ранее двустороннего «Китайско-американского договора о взаимной обороне».
В 1979 году на фоне изменения вектора американо-китайских отношений в пользу Китайской Народной Республики были разорваны дипломатические отношения между США и Китайской Республикой. В связи с этим утратил силу действовавший союзнический договор, заключенный в разгар Первого кризиса в Тайваньском проливе в 1954 году. Тем не менее, США решили не отказываться от обязательств по обеспечению безопасности Тайваня, в первую очередь, перед лицом угрозы со стороны КНР, несмотря на непризнание субъектности Китайской Республики в двусторонних отношениях.
Принятый в демонстрацию этих намерений односторонний «Закон…», одним из инициаторов которого стал сенатор Барри Голдуотер, был нацелен на сохранение и развитие экономических, культурных и военных связей США и Тайваня в новых условиях. О назначении закона говорится в его преамбуле:

В целях поддержания мира, безопасности и стабильности в западной части Тихого океана и содействия внешней политике Соединённых Штатов через продолжение коммерческих, культурных и других отношений между народом Соединённых Штатов и народом Тайваня, и для других целей.
Оригинальный текст (англ.)To help maintain peace, security, and stability in the Western Pacific and to promote the foreign policy of the United States by authorizing the continuation of commercial, cultural, and other relations between the people of the United States and the people on Taiwan, and for other purposes.

Особенностями этого документа является то, что в нём декларируется приверженность США «политике одного Китая». В связи с этим опущены упоминания Китайской Республики, вместо этого в качестве субъекта двусторонних отношений названы «властные органы Тайваня». Закон возложил поддержание неофициальных, но де-факто дипломатических отношений на Американский институт на Тайване, специально учреждённый в январе 1979 года в статусе некоммерческой организации. Закон устанавливает обязательства США по предоставлению оборонительных средств и услуг, в том числе в случае внешних угроз безопасности социальной и/или экономической системы Тайваня, характер и объемы которых определяются Президентом и Конгрессом США.
«Закон об отношениях с Тайванем» стал юридическим основанием для активного участия США в разрешении Третьего кризиса в Тайваньском проливе.